# بروتامين
البروتامين عبارة عن بروتينات نووية صغيرة غنية بالأرجينين تحل محل الهستونات في مرحلة متأخرة من مرحلة التكون الأحادي للحيوانات المنوية ويعتقد أنها ضرورية لتكثيف رأس الحيوانات المنوية وتثبيت الحمض النووي. قد تسمح بتعبئة الحمض النووي بكثافة في الحيوانات المنوية أكثر من الهستونات، ولكن يجب فك ضغطها قبل أن يتم استخدام البيانات الجينية لتركيب البروتين. ومع ذلك، في البشر وربما الرئيسيات الأخرى، يتم تعبئة 10-15 ٪ من جينوم الحيوانات المنوية بواسطة الهستونات التي يعتقد أنها تربط الجينات الضرورية للنمو الجنيني المبكر. 
البروتامينات والشبيهة بالبروتامينات (PL) هي من بين البروتينات الأساسية النووية الخاصة بالحيوانات المنوية (SNBPs). بروتينات الـ PL هي وسيطة في البنية بين البروتامين والهيستون H1، والتي يكون الطرف C منها مقدمة لبروتامين الفقاريات. 

## تكوين الحيوانات المنوية

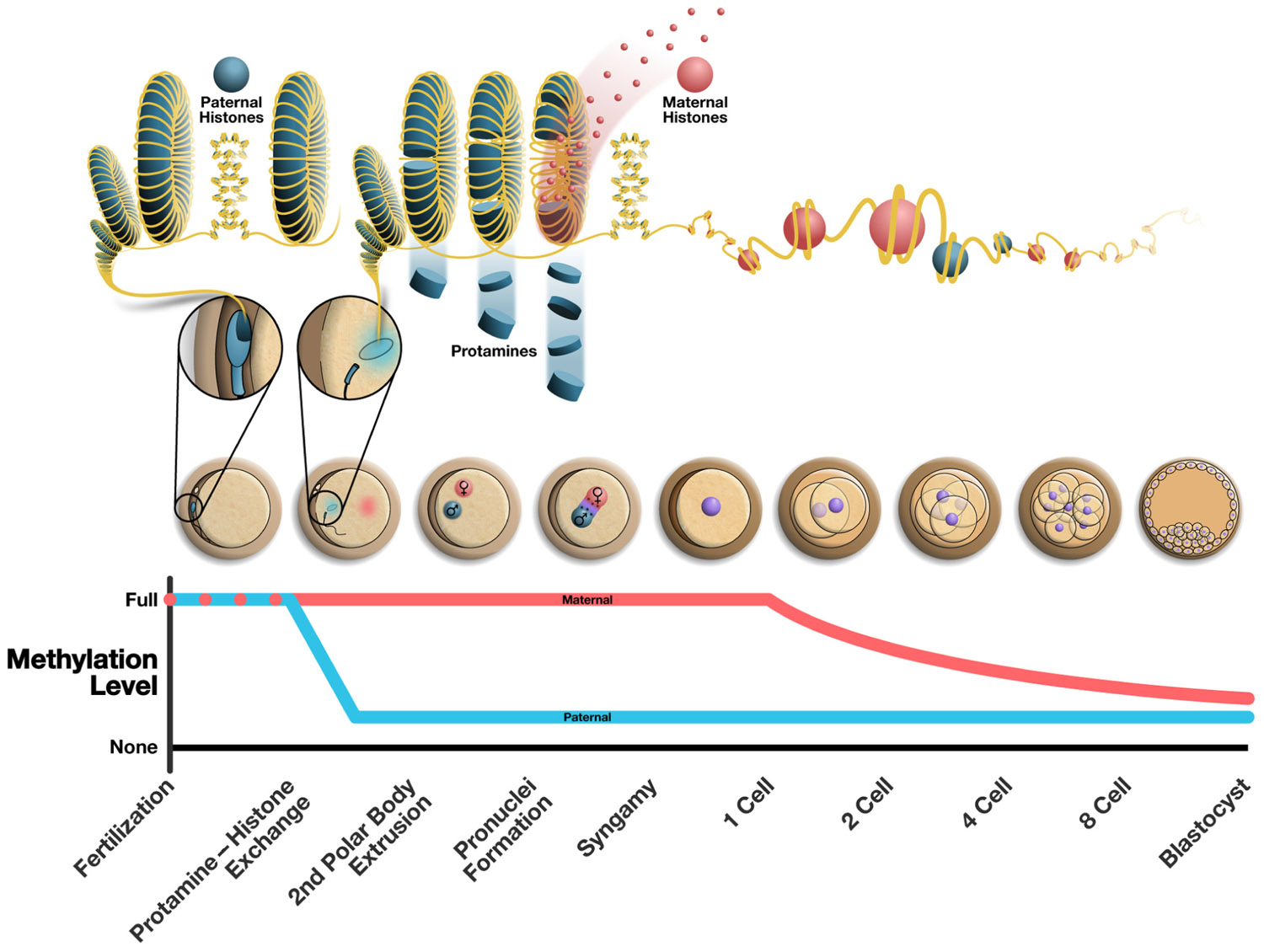
تعديلات في مرحلة ما بعد الإخصاب. يظهر الجزء العلوي من الصورة استبدال البروتامينات بالهيستونات في نواة الأب بعد فترة قصيرة من الإخصاب. يشكل الحمض النووي المعبأ بالبروتامين هياكل حلقية، تظهر في الزاوية اليسرى العليا من الصورة.

أثناء تكوين الحيوانات المنوية، يرتبط البروتامين بأساس الفوسفات للحمض النووي باستخدام المجال الغني بالأرجينين كنقطة تثبيت. ثم يتم طي الحمض النووي حلقيا -هيكل على شكل حرف O، على الرغم من أن الآلية غير معروفة. يمكن لخلية الحيوانات المنوية أن تحتوي على ما يصل إلى 50000 بنية حلقية في نواتها وكل حلقة تحتوي على حوالي 50 كيلو قاعدة.  قبل تكوين الحلقات، تتم إزالة الهستونات من الحمض النووي عن طريق البروتينات النووية الانتقالية، بحيث يمكن للبروتامين تكثيفه. آثار هذا التغيير هي 1) زيادة في الديناميكا المائية للحيوانات المنوية من أجل تدفق أفضل من خلال السوائل عن طريق تقليل حجم الرأس 2) انخفاض في حدوث تلف الحمض النووي 3) إزالة العلامات الجينية التي تحدث عند تعديل الهيستون. 

يرتبط هيكل رأس الحيوانات المنوية أيضًا بمستويات البروتامين. تم معرفة أن نسبة البروتامين 2 للبروتامين 1 والبروتينات النووية الانتقالية ضرورية لتغيير شكل رأس الحيوانات المنوية في أنواع مختلفة من الفئران، عن طريق تغيير التعبير عن البروتامين 2 عن طريق حدوث طفرات في المنطقة المعززة. تم العثور على انخفاض في النسبة لزيادة القدرة التنافسية للحيوانات المنوية في الفئران. ومع ذلك، يلزم إجراء المزيد من الاختبارات لتحديد كيفية تأثير هذه النسبة على شكل الرأس وما إذا كان الزواج الأحادي يؤثر على هذا الاختيار. تظهر الدراسات أن الرجال الذين لديهم Prm1 / Prm2 غير متزن يعانون من العقم.  يتم ترميز البروتامين 2 كبروتين طويل يحتاج إلى انقسام طرفه N قبل أن يصبح فعالاً. شهد بروتامين الإنسان والشمبانزي تطوراً سريعاً. 

## الاستخدامات الطبية
عند خلطه بالإنسولين، يبطئ البروتامين بداية مفعوله ويزيد من مدته (انظر إنسولين NPH). 
يستخدم البروتامين في جراحة القلب وجراحة الأوعية الدموية وإجراءات الأشعة التدخلية لتحييد التأثيرات المضادة لتخثر الهيبارين. تشمل التأثيرات الضارة زيادة ضغط الشريان الرئوي وانخفاض كللًا من ضغط الدم المحيطي، واستهلاك الأكسجين في عضلة القلب، وخرج القلب، ومعدل ضربات القلب. 
سلفات البروتامين هو ترياق للجرعة الزائدة من الهيبارين، ولكن قد تحدث حساسية شديدة.  نسخة مختصرة من البروتامين تعمل أيضًا كمضاد قوي للهيبارين، ولكن مع انخفاض المستضد بشكل ملحوظ. وقد أنتج في البداية كخليط من الثرمولايزين،  ولكن جزء الببتيد الفعال VSRRRRRRGGRRRR منذ ذلك الحين معزول.  كما تم إنتاج نظير لهذا الببتيد. 
في العلاج الجيني، جعلت قدرة سلفات البروتامين لتكثيف الحمض النووي البلازميدي إلى جانب موافقتها من قبل إدارة الغذاء والدواء الأمريكية (FDA) مرشحًا جذابًا لزيادة معدلات التنبيغ بواسطة كل من الفيروسي  وغير الفيروسي (على سبيل المثال استخدام الجسيمات الكاتيونية)  آليات التسليم المتواسطة.
يمكن استخدام البروتامين كدواء للحد من السمنة. وقد ثبت أن البروتامين يردع الزيادة في وزن الجسم والبروتين الدهني منخفض الكثافة في الجرذان الغنية بالدهون. يحدث هذا التأثير من خلال تثبيط نشاط الليباز، وهو إنزيم مسؤول عن هضم وامتصاص ثلاثي الغليسريد، مما يؤدي إلى انخفاض في امتصاص الدهون الغذائية. لم يتم العثور على أي تلف في الكبد عندما تم علاج الفئران بالبروتامين. ومع ذلك، فإن استحلاب الأحماض الدهنية طويلة السلسلة للهضم والامتصاص في الأمعاء الدقيقة أقل ثباتًا في البشر من الفئران، مما يؤدي لاختلاف فعالية البروتامين كدواء. علاوة على ذلك، قد تؤدي الببتيدات البشرية إلى تدهور البروتامين بمعدلات مختلفة، وبالتالي يلزم إجراء المزيد من الاختبارات لتحديد قدرة البروتامين على منع السمنة لدى البشر. 

## توزيع الأنواع وأشكالها
لدى الفئران والبشر  وبعض الأسماك بروتينين مختلفين أو أكثر، في حين أن الحيوانات المنوية للثيران والخنزير لها شكل واحد من البروتامين بسبب طفرة في جين PRM2.  في الفئران، على الرغم من وجود جين PRM2، فإن التعبير عن هذا البروتين صغير للغاية بسبب النسخ المحدود بسبب عدم كفاءة المحفز بالإضافة إلى المعالجة المتغيرة لنسخة الرنا الراسل. 

### بشري
يشار إلى البروتامينين الموجودين في البشر بـ PRM1 و PRM2 .

### سمكي
أمثلة على البروتامين من الأسماك هي:
- السلمين من سمك السلمون
- كلوبيين من الحيوانات المنوية للرنكة (Clupea)
- إيريدين من تراوت قوس قزح
- ثينين من التونة (Thunnus)
- ستلين من سمك الحفش النجمي (Acipenser stellatus)
- سيليورينين من كلب البحر (Scylliorhinus)

## البنية
البنية الأساسية للبروتامين P1 -البروتامين المستخدم لتعبئة الحمض النووي في خلايا الحيوانات المنوية في الثدييات المشيمية عادة ما يكون طوله 49 أو 50 حمضًا أمينيًا. ينقسم هذا التسلسل إلى ثلاثة مجالات منفصلة: مجال غني بالأرجينين لربط الحمض النووي يحيط به سلاسل قصيرة من الببتيد تحتوي غالبًا على بقايا السيستين. يتكون المجال الغني بالأرجينين من 3-11 lk بقايا الأرجينين ويتم حفظه بين تسلسل بروتامين السمك وتسلسلات بروتامين 1 الثديية عند هوية تسلسل حوالي 60-80٪. بعد الترجمة، يتم فسفرة بنية البروتامين P1 على الفور في جميع المجالات الثلاثة المذكورة أعلاه. تحدث جولة أخرى من الفسفرة عندما يدخل الحيوان المنوي إلى البويضة، ولكن وظيفة هذه الفسفرة غير مؤكدة. عندما يرتبط البروتامين P1 بالحمض النووي، فإن السيستين من الطرف الأميني لأحد البروتامين P1 يشكل روابط ثنائي الكبريتيد مع السيستين من طرف كاربوكسي بروتامين P1 آخر. تعمل روابط ثنائي الكبريتيد لمنع تفكك البروتامين P1 من الحمض النووي حتى يتم تقليل الروابط عندما يدخل الحيوان المنوي إلى البويضة.

البنية الثانوية والثالثية للبروتامين غير معروفة على وجه اليقين، ولكن تم نشر العديد من المقترحات.

## وصلات خارجية
- Protamines في المكتبة الوطنية الأمريكية للطب نظام فهرسة المواضيع الطبية (MeSH).

- V03AB14‏ (منظمة الصحة العالمية)